# リンカーンズ・イン・フィールズ

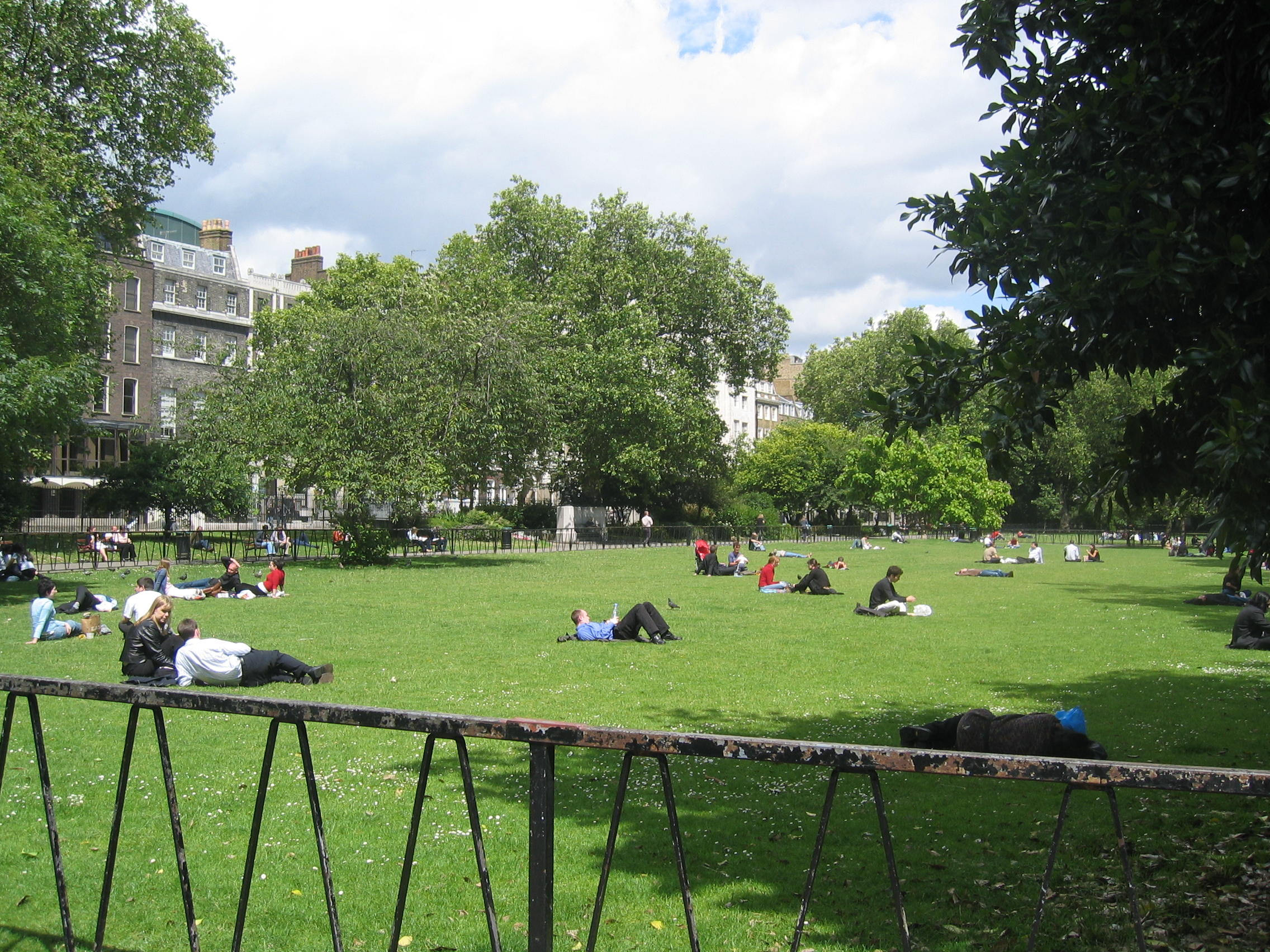
リンカーンズ・イン・フィールズ

リンカンズ・イン・フィールズ (Lincoln's Inn Fields)はロンドン中心部カムデン区ホルボーンにある広場、およびその周辺地区の名称である。広場としてはロンドン最大の面積を誇る。またリンカンズ・イン・フィールズはカムデン区最古の公園であり、その歴史は少なくとも12世紀から続いている。広場周辺には名称の由来となったリンカーン法曹院や王立裁判所などの司法関連の施設、ロンドン・スクール・オブ・エコノミクス (LSE)などの学術関連の施設が多い。ロンドン地下鉄の最寄り駅はホルボーン駅。

## 概要

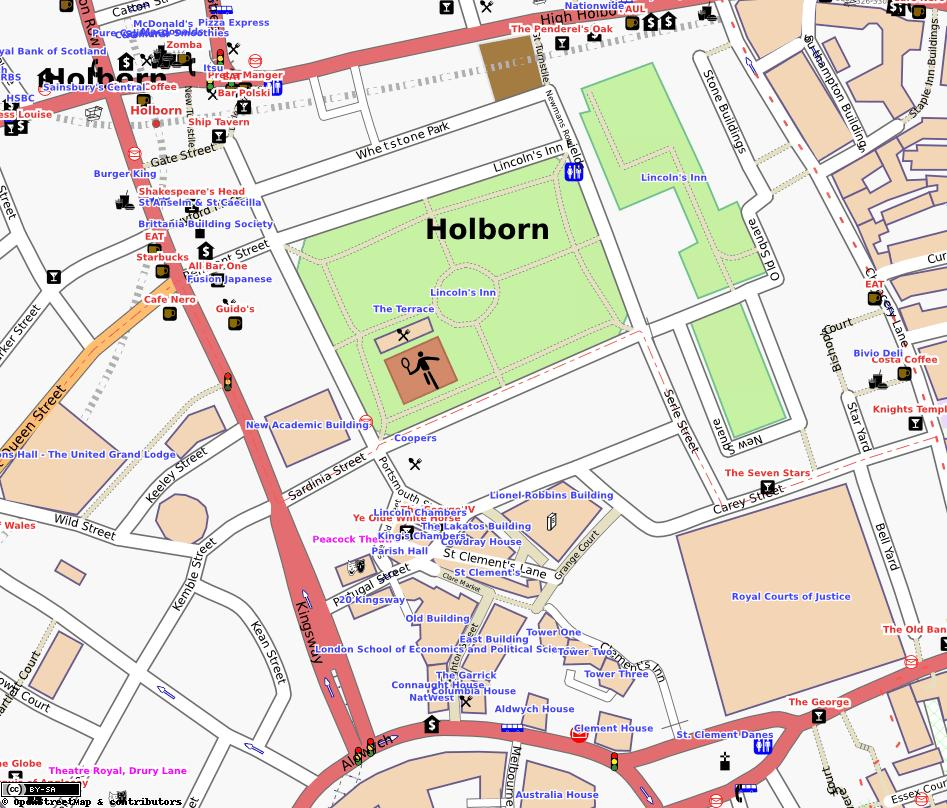
リンカーンズ・イン・フィールズ周辺地図

リンカンズ・イン・フィールズは、バンケティング・ハウスなども手がけたイニゴ・ジョーンズ等の設計で17世紀前半に現在のような形になった。1895年にロンドン・カウンティ・カウンシル (現在のグレーター・ロンドン・カウンシル)が広場を取得し、一般に公開した。ラッセル・スクウェアなどとは対照的に、リンカンズ・イン・フィールズは大通りから一本入ったところにあるので落ち着いた雰囲気の広場となっている。広場の北東側には1980年に設置されたBarry Flanaganのデザインによる"Camdonian"と呼ばれる抽象的な彫刻がある。テニスやネットボールのコートもあり、広場の管理を行っているカムデン区役所から有料で借りることができる。
前述の通り、「リンカンズ・イン・フィールズ」という名称は東隣のリンカーン法曹院から名付けられたものである。但し、広場はリンカーン法曹院に隣接はしているが法曹院自体の敷地ではない。またリンカーン法曹院の敷地内にも庭園や広場があるので、それら庭園や広場とリンカンズ・イン・フィールズとの混同には注意する必要がある。

## 歴史

### 前史

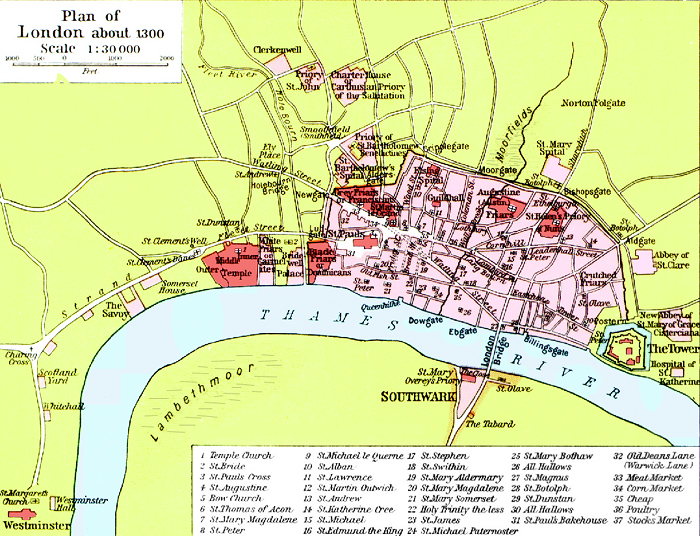
中世(1300年)のロンドン。リンカンズ・イン・フィールズ周辺 (St.Clement's wellの北側)は郊外になっていることが分かる。

リンカンズ・イン・フィールズ周辺の歴史は古く、旧石器時代から人間活動の痕跡がある。この時代に作られた手斧が近隣から複数見つかっている。ただし、ロンドンの他の地区と比例して旧石器時代を含む先史時代の出土品は多くなく、人が大規模に居住していたか不明である。対照的にローマ時代（ブリタンニア時代）になると人間の活動の痕跡が至るところで確認できるようになる。現在のリンカンズ・イン・フィールズ周辺は当時のロンドン (ロンディニウム)の外側だったが、砂利の採集場や共同墓地などの跡や銅貨、ブロンズで出来た踊り子の像などが発見されている。サクソン人による七王国時代になると、ロンディニウムの城壁内に居住することを嫌った彼らがリンカンズ・イン・フィールズ周辺のFleet valley (現在のコヴェント・ガーデン、オールドウィッチ、ストランド）に大規模な交易都市Lundenwicを作り上げる。ヴァイキングの攻撃が激しくなるまでLundenwicは繁栄していた。3メートルの幅を持つ砂利道跡や大量の銀貨が発掘されたことがその栄華を物語っている。中世盛期は一転してリンカンズ・イン・フィールズ周辺は郊外に逆戻りする。ロンドンの中心がロンディニウムの城壁内に戻ったためだ。複数の教会などがこの土地に建設されたが、そのほかは都市部では操業しにくいなめし皮製造や羊皮紙製造などの工場があったのみである。しかし、中世末期にはリンカンズ・イン・フィールズにとって重要な出来事が起こっている。広場の名称の由来となっているリンカーン法曹院がこの時期に成立しているのだ。遅くとも1422年にはこの法曹院は成立し、多くの若者に徒弟制で司法訓練を施していた。その後1、2世紀をかけてリンカーン法曹院周辺にリンカンズ・イン・フィールズの元になる広場などが整備されていった。

### リンカンズ・イン・フィールズ成立

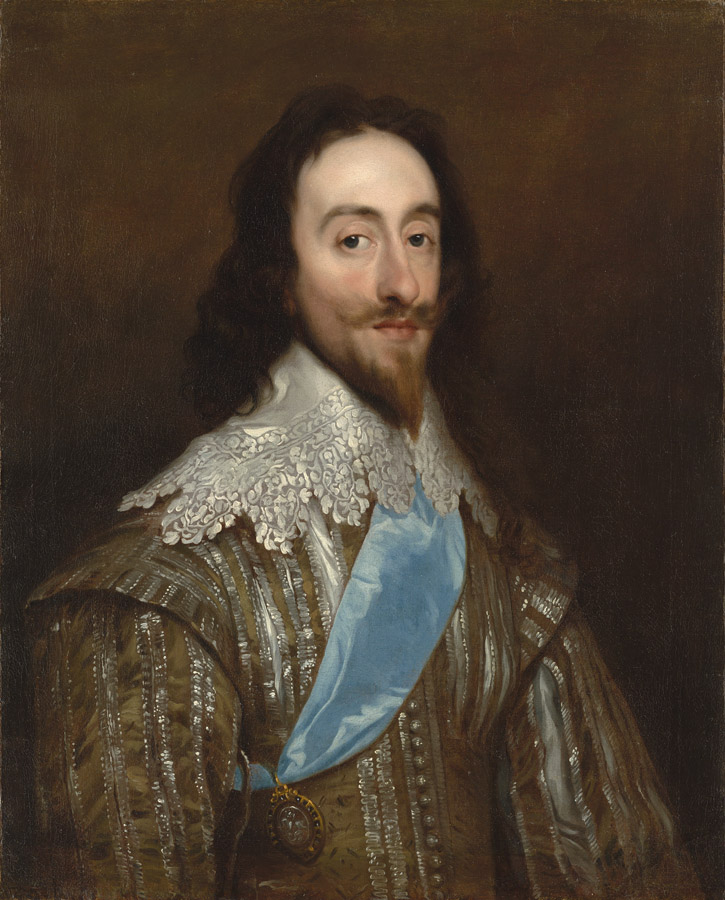
チャールズ1世

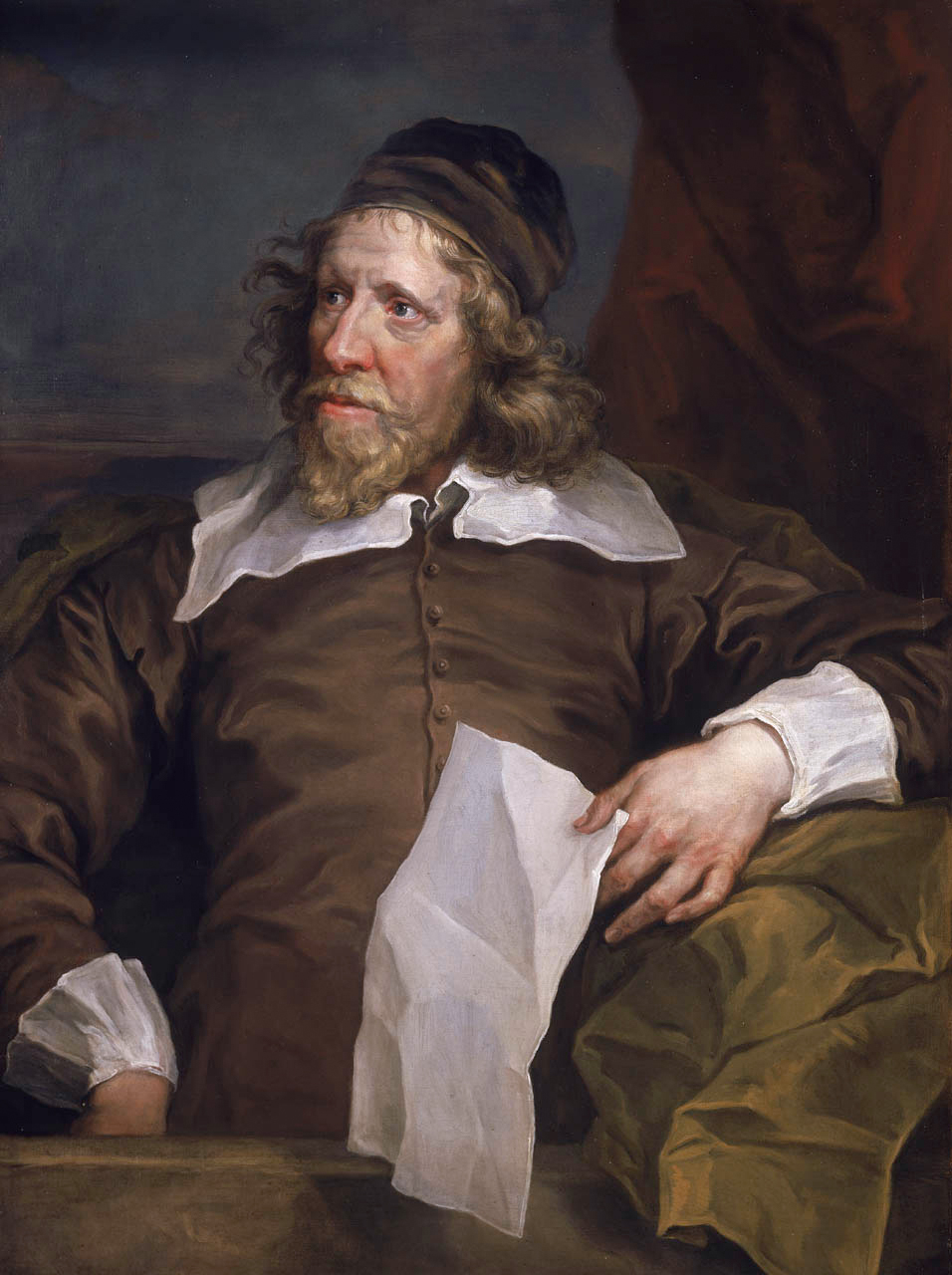
イニゴー・ジョーンズ

16世紀、ヘンリー8世による修道院の解散令 (Dissolution of the Monasteries)などで広場の所有権の移転が起こるが、現在のリンカンズ・イン・フィールズにあたる場所は基本的に牧草地として使用され続けていた。この牧草地は周辺にあった"The Ship"や"The White Hart"といったInnにリースされていた。17世紀に入り、ロンドンの中心が徐々に現在のシティから西方へ移るのに伴い、リンカンズ・イン・フィールズ周辺でも数々のビルの建築計画が持ち上がる。リンカーン法曹院は「周辺がうるさくなると勉学の妨げになる」と強固にこれらの計画に反対し、実際にジェームズ1世の治世ではその主張が認められていた。ところがチャールズ1世に国王が変わる頃に形勢が変わってくる。1630年代にベッドフォードシャー出身のWilliam Newtonという人物がこの土地の大部分を手に入れ、建築計画を申請する。リンカーン法曹院の反対に対する彼の反駁はシンプルだが強力なものだった。「この土地に建築物が立った暁には税収も増えますよ」と国王に主張したのだ。結局Newtonの主張が入れられ、彼は32棟の建築許可を国王から得ることに成功する。こうなると法曹院も反対運動だけではどうしようもなくなり、1639年、Newtonとの間である種の協定を結ぶ。「この土地の中心に広場のまま残し、そこには何も建てないこと」と。
リンカーン法曹院から合意を得たNewtonは早速ビルの建築を始める。そのビルの多くにイニゴ・ジョーンズなどの当代屈指の建築家が関わった。またNewtonは建築許可を得た土地を区画整理し、売り出したりもした。1642年までに広場の西側のビル群はほぼ建設が完了したが、それ以上はイングランド内戦のため進まなかった。7年後、内戦が終わりイングランド共和国が成立すると、リンカンズ・イン・フィールズの工事も再開され、1659年には広場の北側、南側、西側のすべてにビルが建築された（東側はリンカーン法曹院)。そして、この時点で現在のリンカンズ・イン・フィールズとほぼ同じ形に広場、およびその周辺が整備されたことになる。
なお、リンカンズ・イン・フィールズがエジプトのギザの大ピラミッドと同じ敷地面積になるように設計されていると言われることがあるが、これは真実ではない。仮にイニゴ・ジョーンズがそのような意図を持って設計に当たったとしても、リンカンズ・イン・フィールズが東西821フィート・南北625フィートであるのに対して、大ピラミッドは764平方フィートだからである。

### その後の広場
1666年、ロンドン大火が発生した。この緊急事態に際し、Trainband (ステュアート朝の時代にロンドンにあった民兵組織)が人々の財産を一時的に保護する場所がロンドンに4カ所設置され、リンカンズ・イン・フィールズはその1つとなった。
17世紀後半から18世紀、当時のイングランドで巻き起こっていた反カトリック運動の舞台にリンカンズ・イン・フィールズはなる。1688年, リンカンズ・イン・フィールズ54番地にあったフランシスコ会の修道院を群衆が襲撃する。フランシスコ会の紋章が建物からはぎ取られ、火をつけられた。さらに1780年にはカトリック教徒を救済する法案 (Papists Act 1778)に反対する群衆が、英国下院議会を襲撃後、ロンドン中のカトリック関係施設を襲撃した (Gordon Riots)。この際、リンカンズ・イン・フィールズ53・54番地にあったサルデーニャ王国の大使館も襲撃されている。
19世紀になると、リンカンズ・イン・フィールズ周辺の不動産はほぼすべてオフィス用に作り替えられていた。そして、それらオフィスのみが中央にある広場へのアクセスを保持していた。折しもロンドンの王立公園や一般には開放されていなかったスクウェアが公共の公園や広場に変わりつつあった時代、リンカンズ・イン・フィールズの広場もかつてのように公共の場所にするように求める運動が始まった。この運動の結果、1894年にロンドン・カウンティ・カウンシルが2555年までの661年間のリース契約を広場周辺のオフィスの代表者と結び、翌年、一般に広場を開放した。1971年にカムデン区がロンドン特別区として設立されると、このリース契約もカムデン区に引き継がれている。
リンカンズ・イン・フィールズにとって、20世紀でもっとも大きな変更は第二次世界大戦中にもたらされた。1940年、広場の外周に設置されていた柵が取り外され、緊急用の水貯蔵タンクや地下に防空壕が設置された。しかし、今となっては広場のどこに防空壕などが設置されたのか分からなくなっている。
1980年代後半までに、リンカンズ・イン・フィールズは沢山のホームレスが野宿する場所となっていた。増加するホームレスの人々に対応するためにチャリティー団体などが広場で炊き出しを行っていた。この炊き出しの残飯やゴミなどが大量に出て、それがネズミの大量発生を招き、周辺の会社や住民にとって頭痛の種となっていた。広場周辺のオフィスなどが加盟する団体はこの問題に対処するため、カウンシルにホームレスの野宿をやめさせることを要求する。要請を受けたカウンシルは、1992年に一端広場を封鎖し、ホームレスの人々を広場から追い出した。翌年、第二次世界大戦中に取り払われた柵が再度設置され、広場は一般に開放された。この時、管理人が日没時に広場への門をすべて施錠し、夜間は広場を無人にするように運用が改められた。なお、ホームレス支援の炊き出しは現在でも主に夜間を中心に定期的に続けられており、その主体はキリスト教、仏教、イスラム教などの宗教を基盤に持つ様々なチャリティー団体である。ただし、以前のように広場周辺にホームレスの人々が長時間たむろすることはない。彼らは食事の配給を受けたらすぐにどこかに居なくなり、リンカンズ・イン・フィールズは再び静けさを取り戻す。

### 処刑場としての歴史
リンカンズ・イン・フィールズでは多くの処刑が過去に行われてきた歴史も持つ。英国王室に関連した2つの処刑が特に有名である。
- Anthony Babingtonら13名の処刑

1586年、スコットランド女王メアリーと共謀してエリザベス1世の殺害を企てたとされる事件 (Babington Plot)の責任を問われ、Anthony Babingtonら13人がリンカンズ・イン・フィールズの元となったSt. Giles in the Fieldsで処刑される。残忍なこときわまりないことに、ここで絞首刑に処された13人は、絶命する前に内臓などを取り除かれたという。
- William Russellの処刑

1683年、リンカンズ・イン・フィールズは初代ベッドフォード公爵ウィリアム・ラッセルの同姓同名の息子ウィリアム・ラッセルの公開処刑の舞台となる。彼は国王チャールズ2世殺害を企てたとされるライハウス陰謀事件との密接な関連が疑われたのだ。死刑執行人はジャック・ケッチであったが、彼の手際が悪く、首を胴体から切り離すまで4度も斧を振り下ろさねばならなかった。最初の一撃の後、ラッセルは目を見開いてケッチに「この糞犬野郎！こんな残酷な仕打ちを受けるために私は貴様に10ギニーくれてやったのか?！」と叫んだと伝えられている。首を切り落とされた後、彼の胴体と首は後述するLindsey Houseに運ばれ、埋葬のために再び縫い合わされたという。

## 建築物

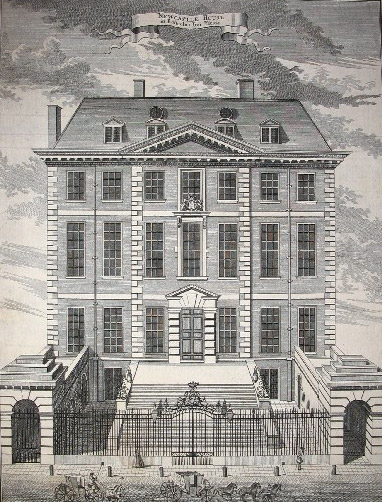
ニューカッスル・ハウス（1754年）

17世紀リンカンズ・イン・フィールズが整備された頃、この土地はロンドンの流行の中心地の一つだった。その頃から残っている建物を2棟紹介する。

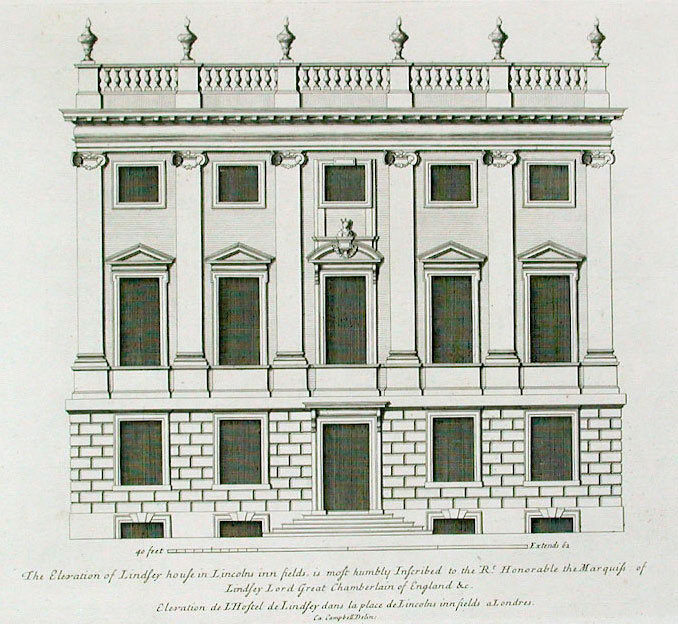
Lindsey House

- Lindsey HouseLindsey House

Lindsey Houseはイニゴ・ジョーンズ設計で、1640年からリンカンズ・イン・フィールズ59-60番地に立っている、この周辺で最古の建築物である。この建物の最初のオーナーはDavid Cunningham、Auchinhervie準男爵であった。この建物は18世紀にEarl of Lindsey (Lindsey伯爵)が2代に亘って所有したためLindsey Houseとして知られるようになった。現在、この建物の内部は建設当時と全く異なった形になっている。18世紀中盤にLindsey Houseは2つに分けられ、仕切り壁や新しい階段が設置され、部屋も再配置されたためだ。しかしながら外観はほぼ建築当時のままであり、清教徒革命の頃のロンドンの建築様式を今に伝えており、英国政府が第一級指定建築物として保護している。現在、この建物はGarden Court Chambersという法廷弁護士事務所 (Barristers' chambers)が使用しており、一般に公開されていない。
チャールズ・ディケンズの小説『荒涼館』では腹黒い事務弁護士タルキングホーンがリンカンズ・イン・フィールズに事務所を構えているが、この事務所の細部の描写にもっとも近いとされているのがLindsey Houseである。
- ニューカッスル・ハウスニューカッスル・ハウス（1754年）

66番地にある建物も17世紀から現存する建築物である。Powis侯のために作られたこの建物は、一時期"Powis House"として知られており、1694年7月27日にイングランド銀行の設立趣意書および憲章に署名捺印された場所として歴史的に重要である。この建物は1705年にニューカッスル公ジョン・ホールズの手に渡り、ニューカッスル・ハウス（en）と呼ばれるようになる。ジョンは甥のニューカッスル公トマス・ペラム＝ホールズにこの土地を譲り、トマスは後に首相にまで上り詰めるが、首相在任期間中の1754年から1756年はダウニング街10番地よりもこの家を好んで使用していたようだ。
その後、ロンドンの中心が更に西に動き ウエスト・エンドが形成されはじめても、リンカンズ・イン・フィールズ一帯は裕福な司法関係者が留まった。ニューカッスル・ハウスも1790年、事務弁護士が経営するFarrer & Coという弁護士事務所の所有となる。この弁護士事務所は現在もこの場所で営業しており、多くの地主階級 (ジェントリ)や女王エリザベス2世などを顧客に抱えている。なお、この家には偉大な建築家が何人も関わっており、1684年に発生した火災後の修復作業にクリストファー・レンが、ニューキャッスル公爵の取得時の改装作業にJohn Vanbrughが、1930年にエドウィン・ラッチェンスがそれぞれ腕をふるっている。
20世紀に入り、リンカンズ・イン・フィールズ周辺には法廷弁護士事務所も増えてきた。例えば、Essex Court Chambersは24番地から28番地までの5つのビルを占有して、営利で仲裁活動などを行っている。もっとも全体としてはリンカンズ・イン・フィールズ周辺にはまだ事務弁護士事務所のほうが多い。
また1661年から1848年までリンカンズ・イン・フィールズ劇場が現在の広場の敷地内にあった。この建物はLisle's Tennis Courtという屋内型テニスコートを改修して劇場に仕立て直したものである。王政復古時代チャールズ2世は1660年に2つの劇場に独占的な演劇上演特許を与えたが、そのひとつであるデュークス・シアターがここにあった。1695年にリンカンズ・イン・フィールズ劇場と改名した。1700年、 ヘンリー・パーセルによる『ディドとエネアス』の最初の有償の一般講演がこの劇場で行われた。また1728年には、現在でも各地の劇場で上演されているバラッド・オペラの傑作ジョン・ゲイの『ベガーズ・オペラ』が初演された。ヘンデルは1739年に『聖セシリアの日のための頌歌』を、1740年から1741年にかけては最後の2つのオペラである『イメネオ』と『デイダミア』をこの劇場で初演している。

## 広場周辺
- リンカーン法曹院
- 王立裁判所

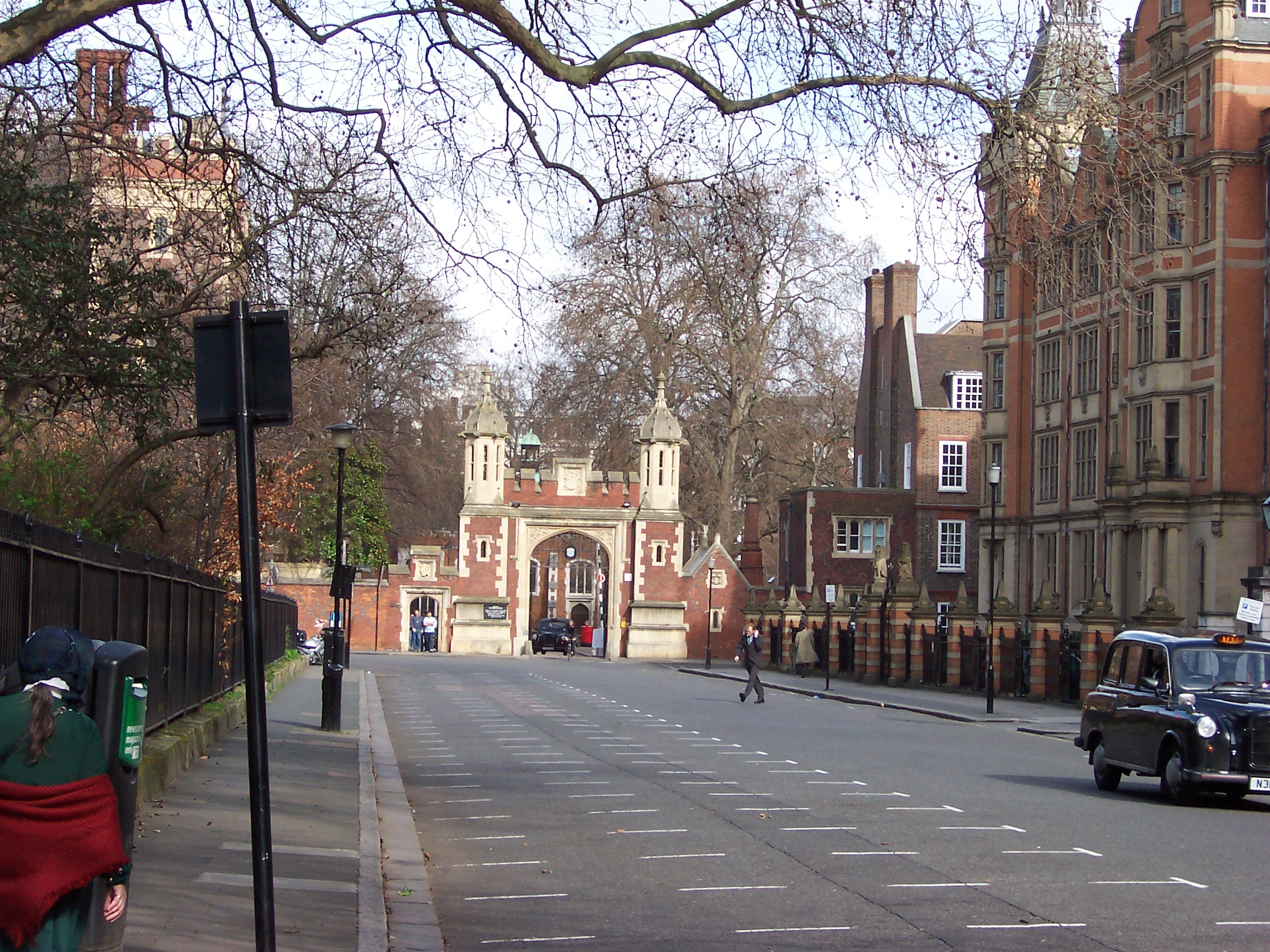
リンカーン法曹院入口とリンカーンズ・イン・フィールズ(左側)

- サー・ジョン・ソーンズ美術館：ジョン・ソーンの自宅兼美術館
- ロンドン・スクール・オブ・エコノミクス (LSE)
- 英国癌研究所 (Cancer Research UK)
- イングランド王立外科医師会
- 外科医William Marsdenの自宅跡：ブルー・プラークがある。
- 英国土地登記所本部 (HM Land Registry)
- ロンドン大学クイーン・メアリー校法学部商法研究センター
- キングスウェイ

## ギャラリー

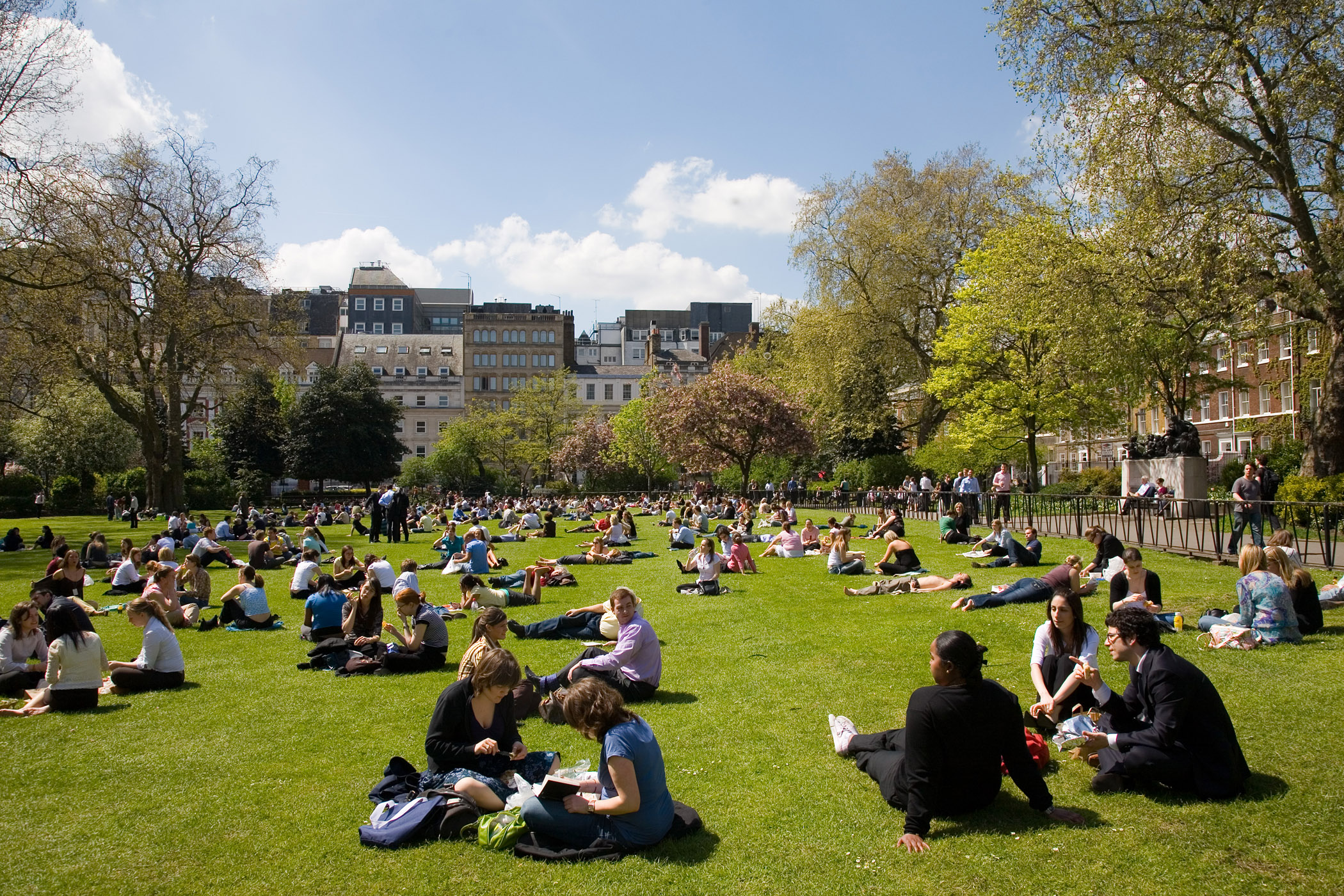
芝生で昼休みする人たち
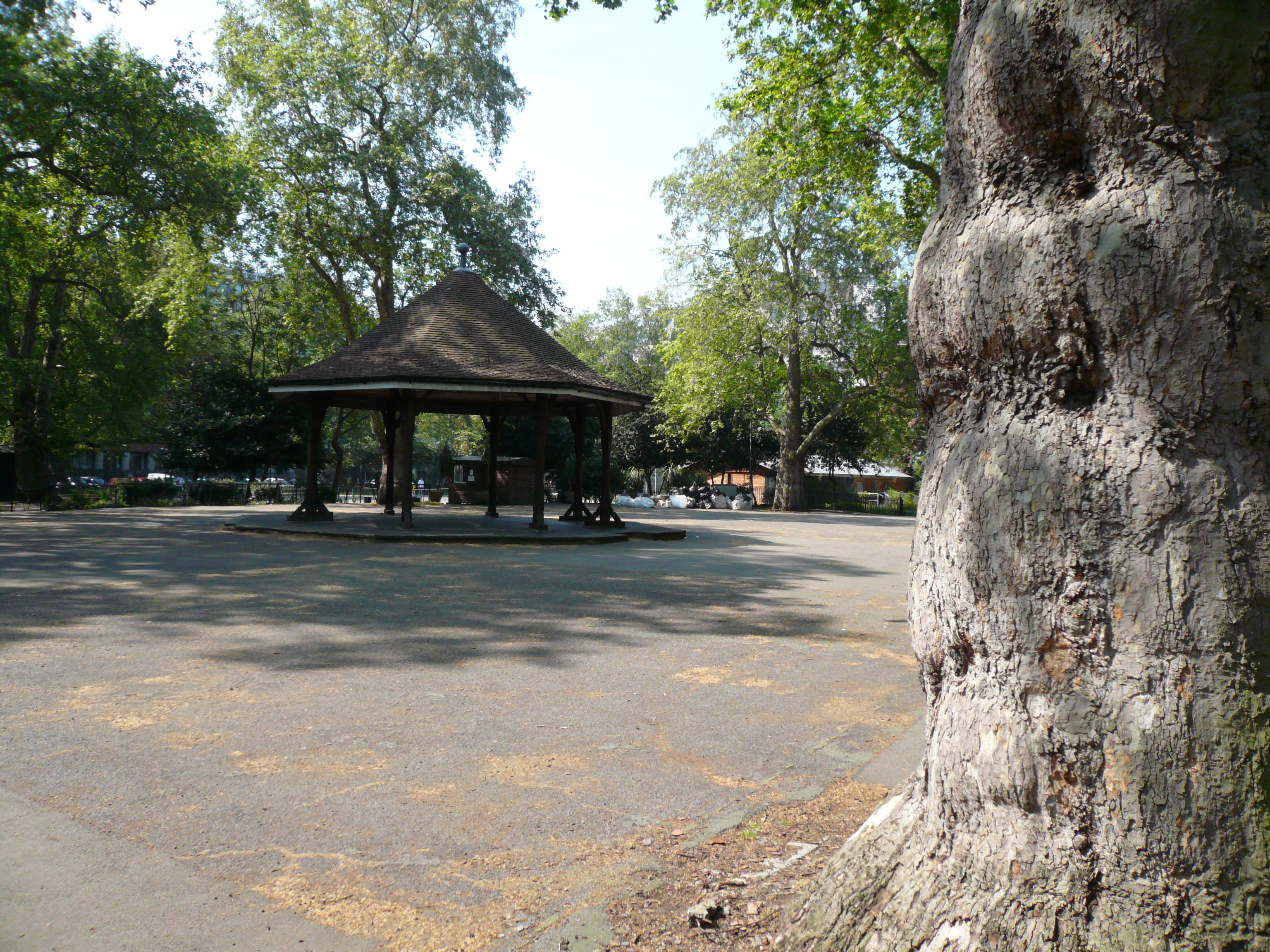
野外音楽堂
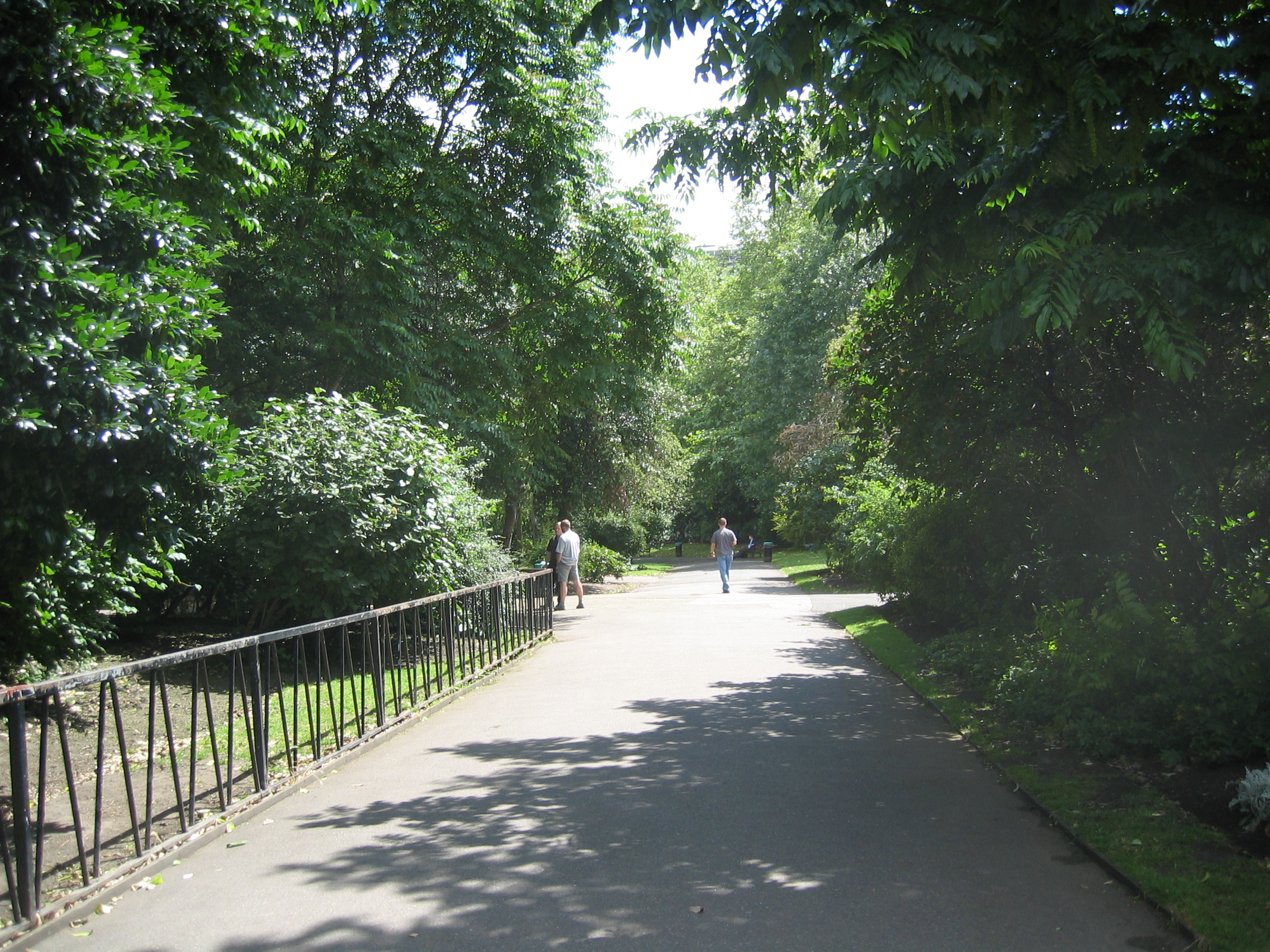
広場内の道路
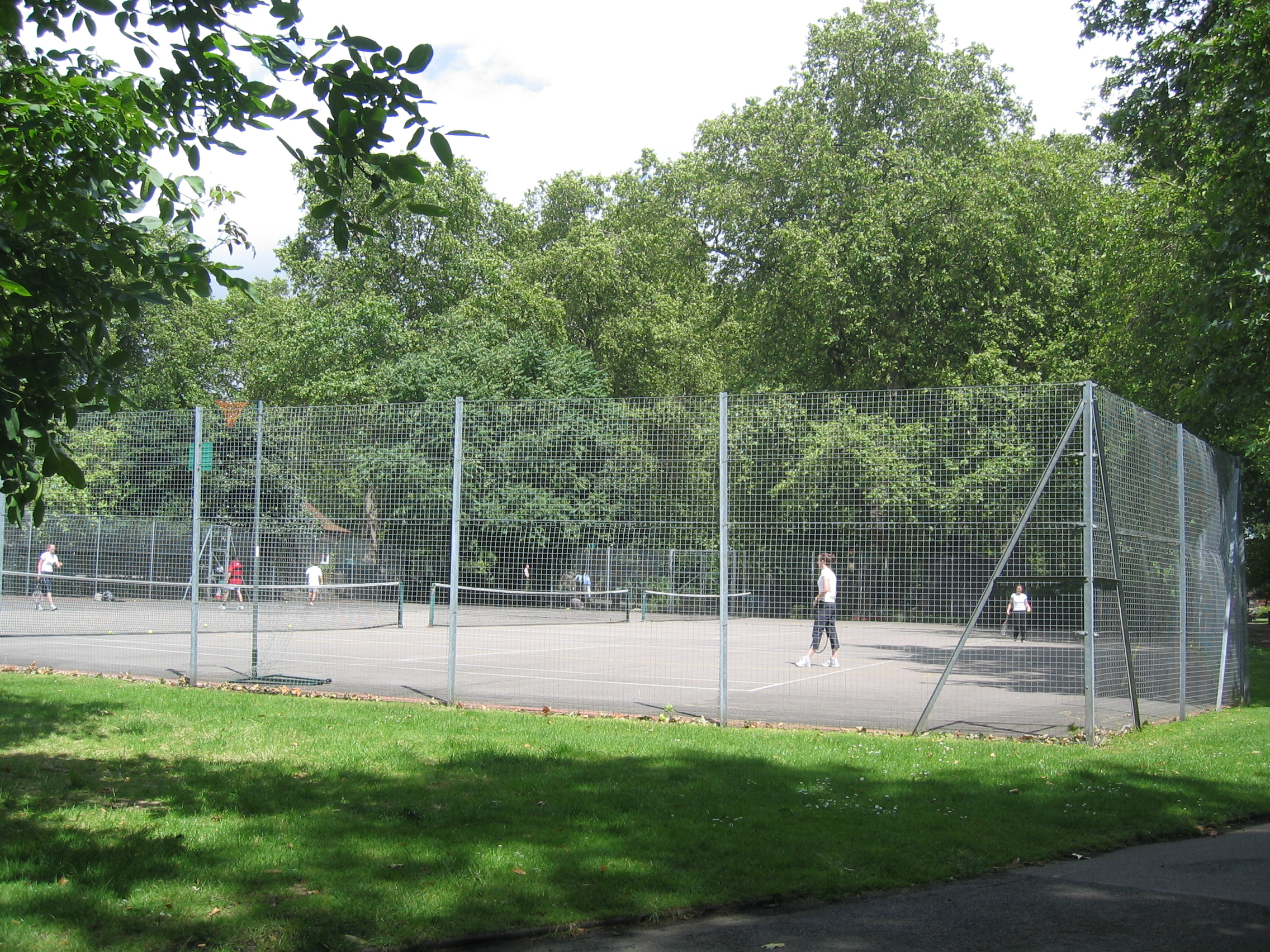
テニスコート
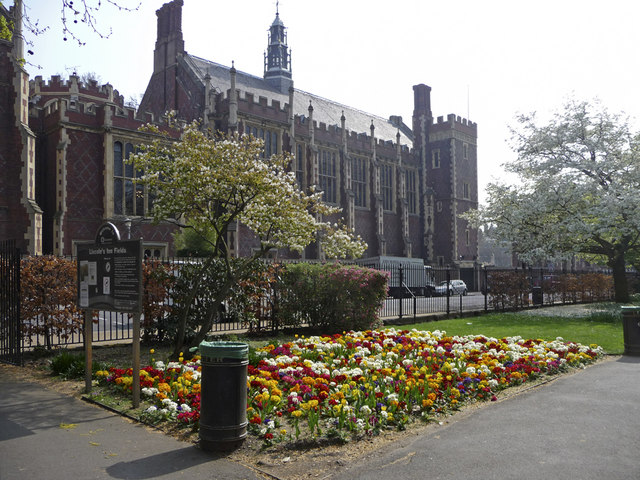
広場から見たリンカーン法曹院
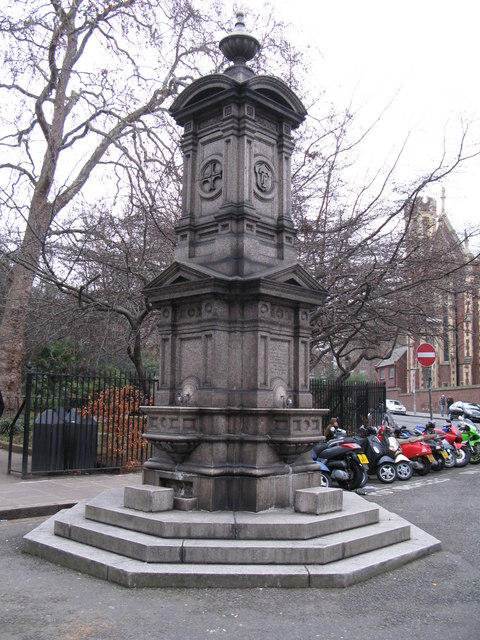
水飲み用噴水
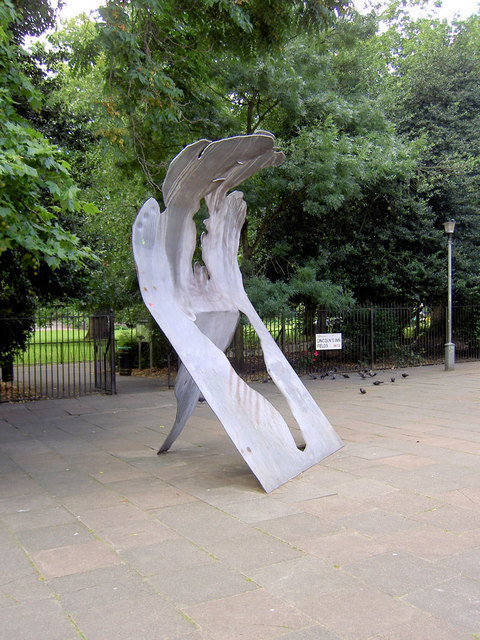
"Camdonian"
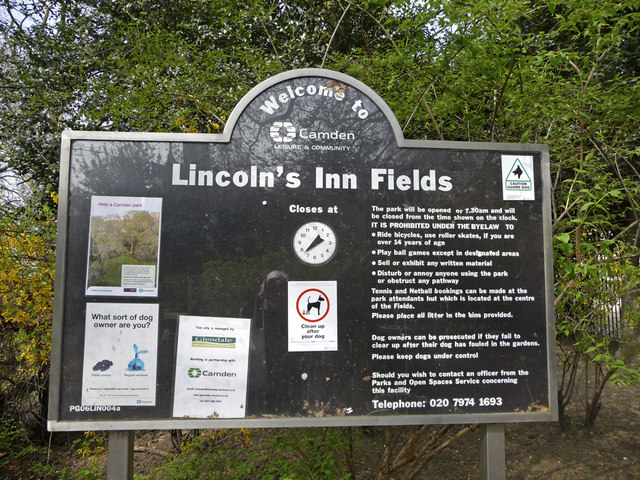
閉場時間を記した掲示板
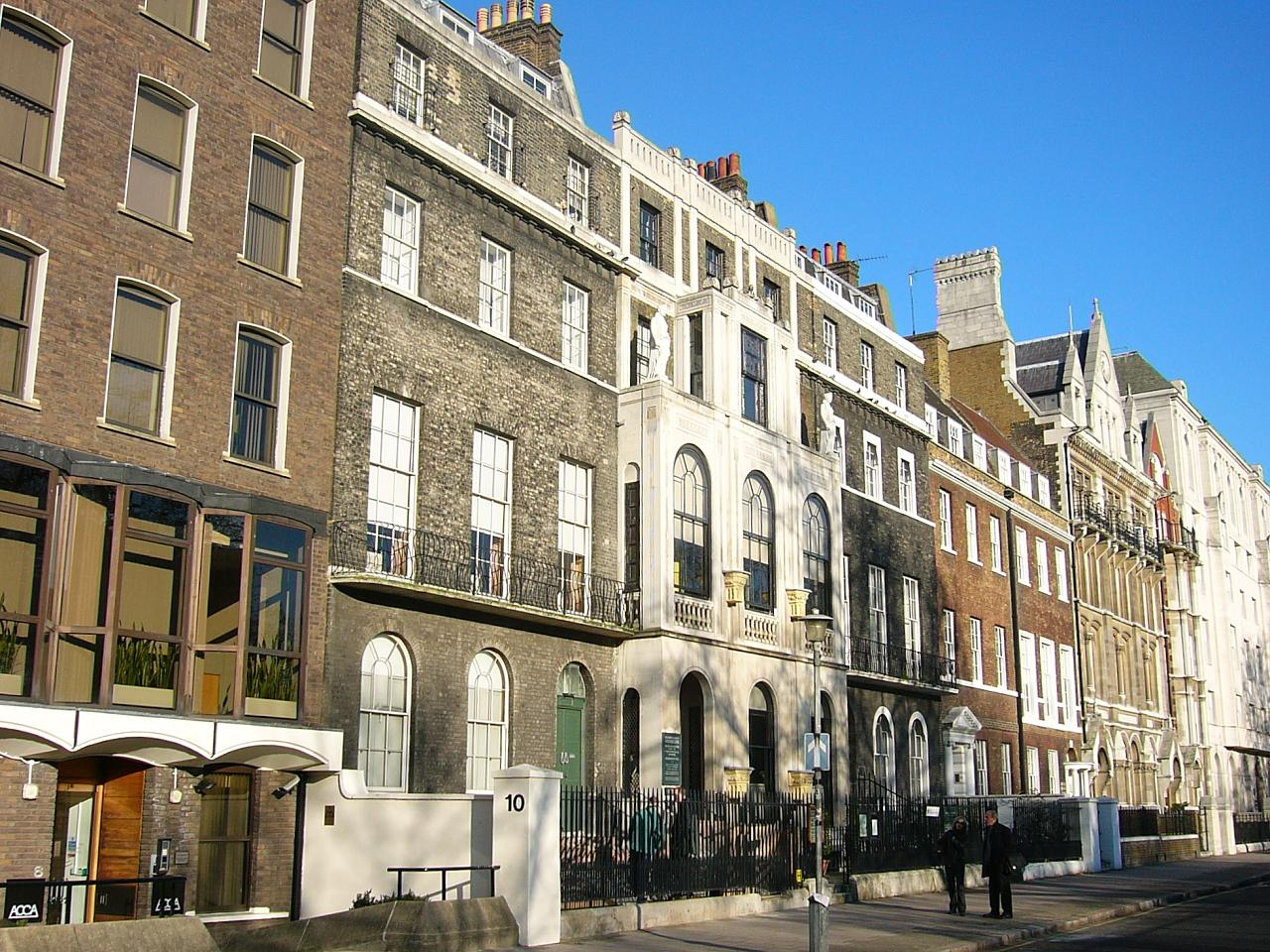
サー・ジョン・ソーンズ美術館
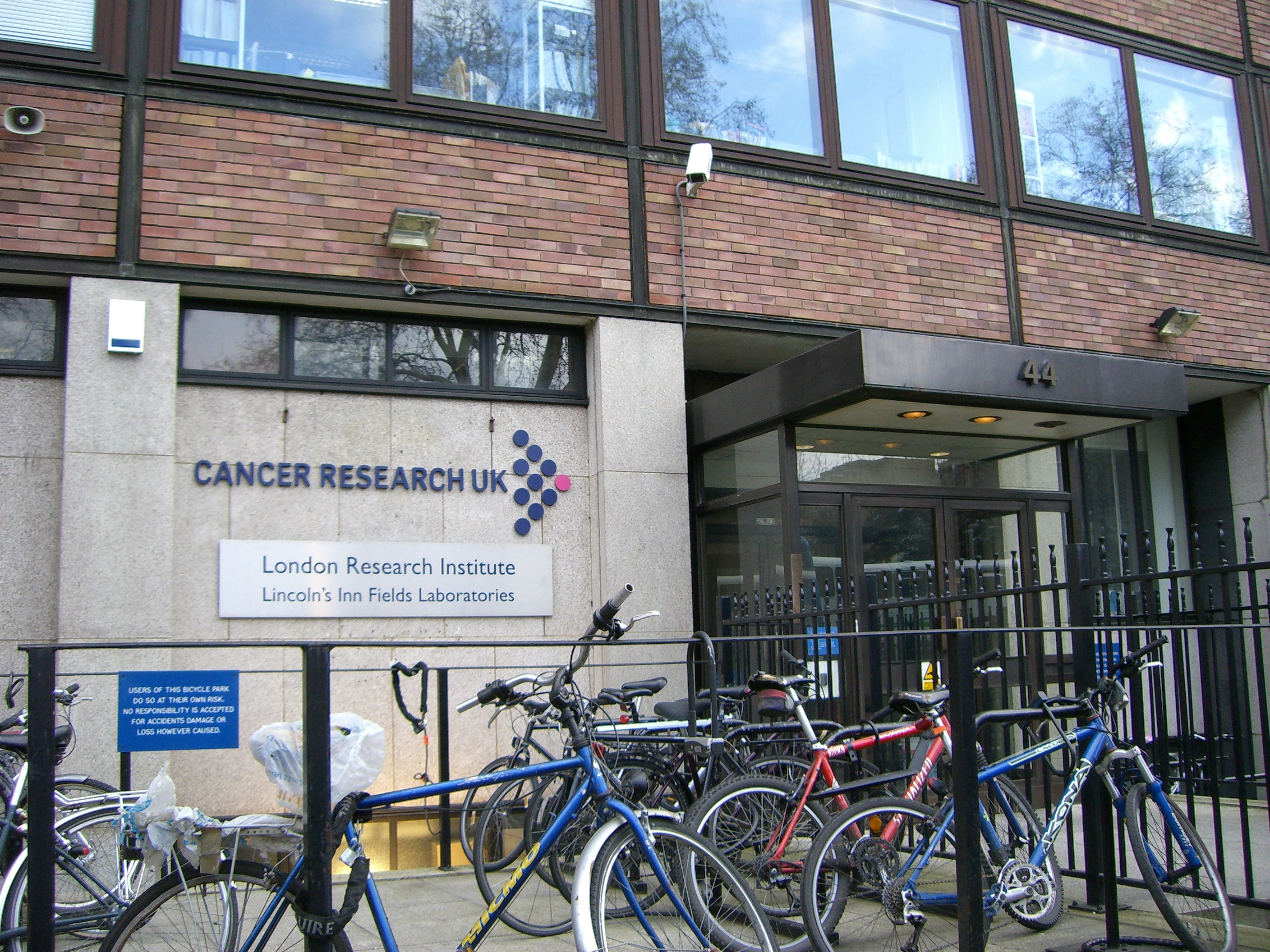
英国癌研究所
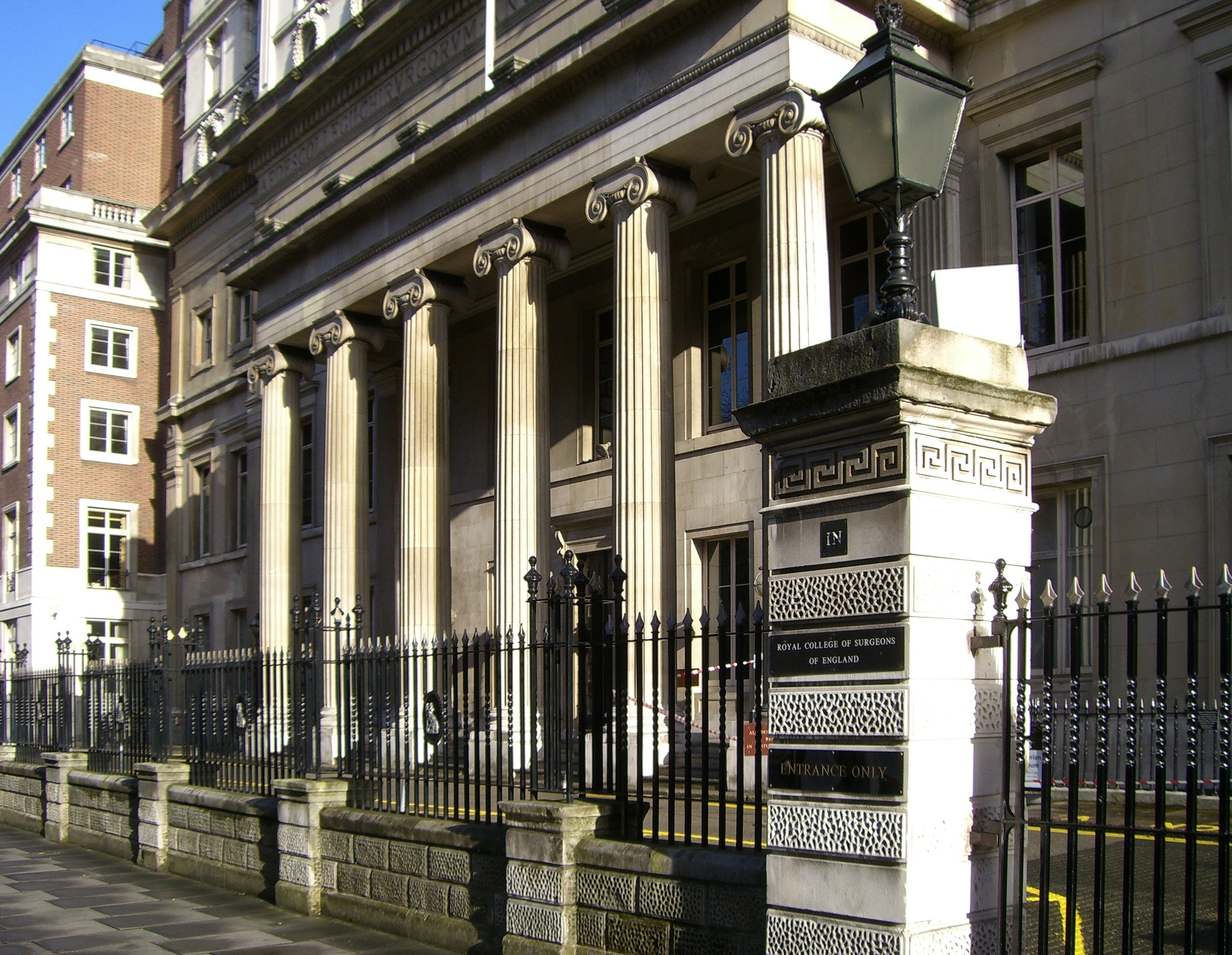
イングランド王立外科医師会
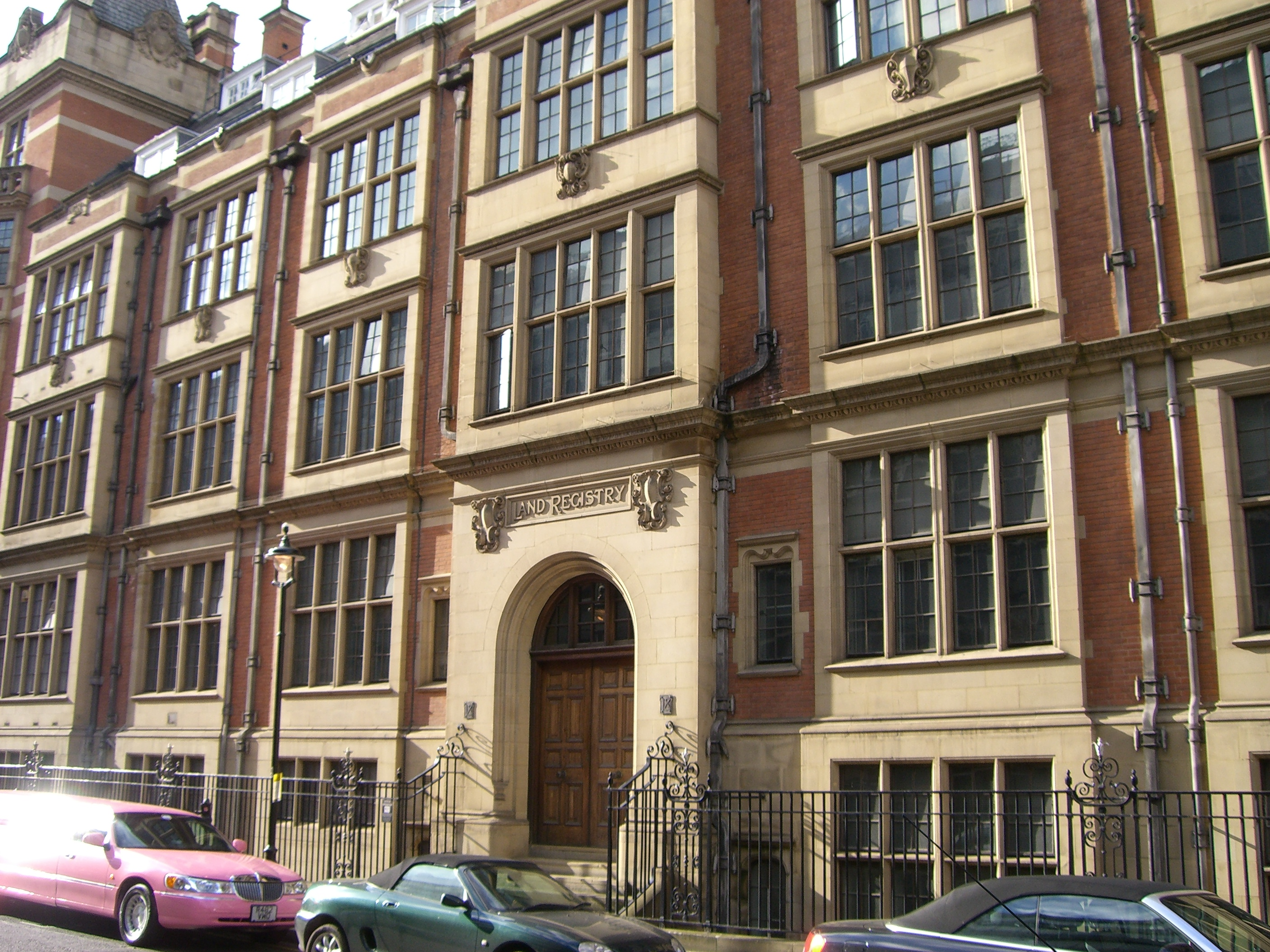
英国土地登記所本部